# Веруламій

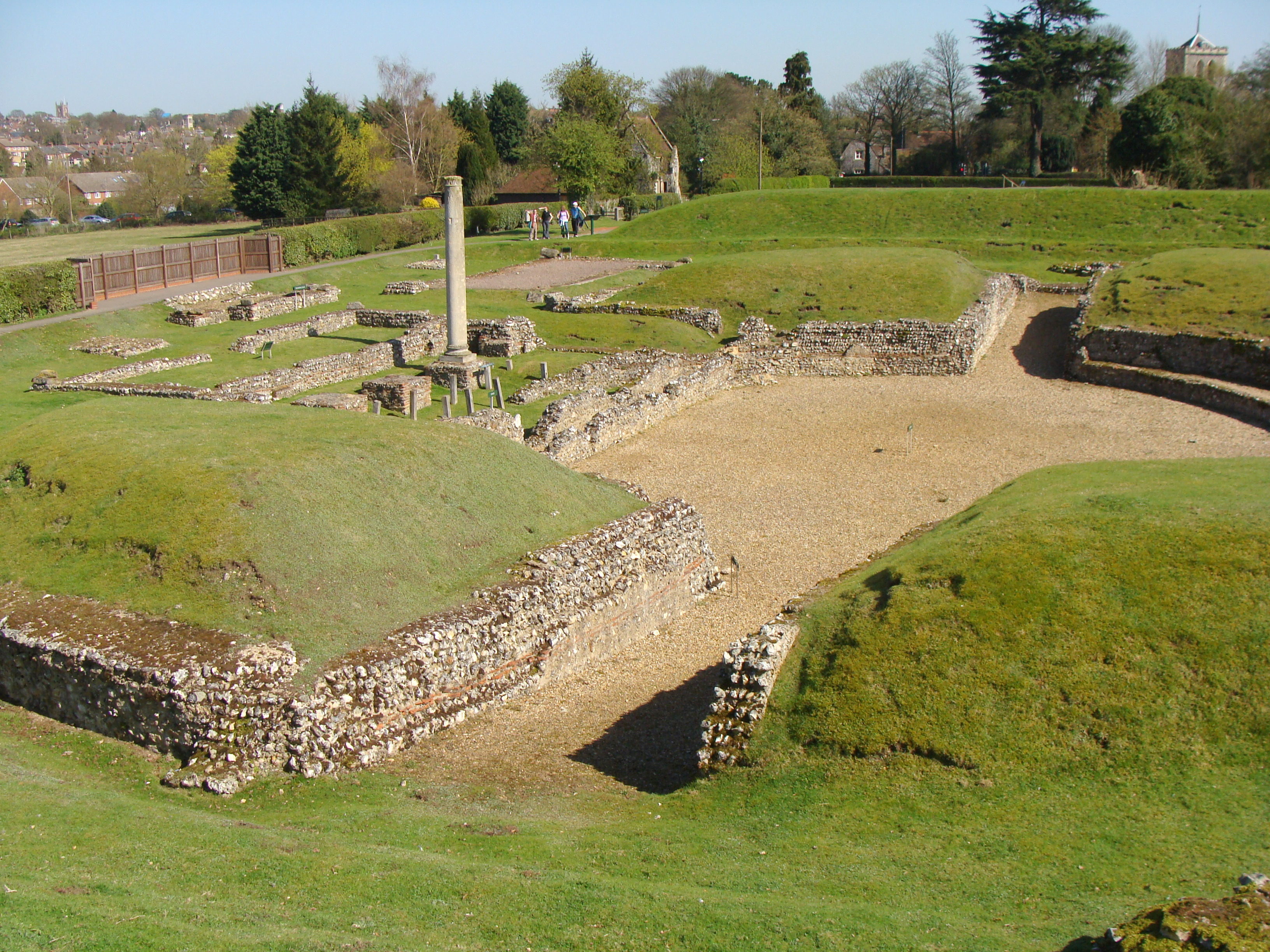
Руїни Веруламія

Верула́мій (лат. Verulamium) — у І—V ст. римське місто у Великій Британії, на території сучасного міста Сент-Олбанс, Гертфордшир, Англія. Створене на основі кельтського міста племені катувеллаунів Верламі́он (англ. Verlamion). Отримало статус муніципії і латинські права в 50 році. Згодом підвищене до колонії. Входило до складу провінції Римська Британія. 61 року зруйноване Боудікою, правителькою іценів, але невдовзі відновилося. У ІІІ ст. займало площу 0,51 км², мало міський мур і глибокий рів. Близько 304 року в місті був страчений святий Альбан, римський патрицій, першомученик Англії. У IV ст. в місті діяли форум, базиліка, театр (який горів у 155 і 250). Більшість споруд зводилися з каменю, а не деревини. Римське панування закінчилося в першій половині V ст. Згодом місто занепало, а поблизу його руїн виникло нове поселення при монастирі святого Альбана — сучасний Сент-Олбанс. До нашого часу збереглася лише частина старожитностей Веруламія — міські стіни, мозаїки, театр, які є об'єктами національної спадщини Британії. Колишньому місту присвячений Веруламійський музей.